# Susan Ann Sulley
Susan Ann Sulley (Sheffield, 22 maart 1963) is een Brits zangeres in The Human League.
Sulley groeide op in Sheffield, Engeland. In 1980 werden Sulley (toen 17 jaar oud) en haar vriendin Joanne Catherall "ontdekt" in de Crazy Daisy Nightclub in Sheffield door Philip Oakey, de zanger en een van de oprichters van de band The Human League. Hij nodigde de twee uit om zich bij de band te voegen voor een Europese tour. Eerst als dansers en achtergrondkoor, maar al snel als zangeressen. Sulley’s zangstem werd al snel een kenmerk van de band.
Vandaag de dag is ze een zakenpartner van de band. Van tijd tot tijd geeft ze nog altijd optredens voor de band. Buiten optredens om doet ze dienst als aanspreekpunt voor de media.

## Prijzen
- 1982 BRIT Award - (als 'The Human League') - 'Best British Breakthrough Act'
- 2004 Q Awards - (als 'The Human League') - 'The Q Innovation In Sound Award'